# Hystatus javanus
Hystatus javanus är en skalbaggsart som beskrevs av Thomson 1860. Hystatus javanus ingår i släktet Hystatus och familjen långhorningar. Inga underarter finns listade i Catalogue of Life.